# Pedro Américo

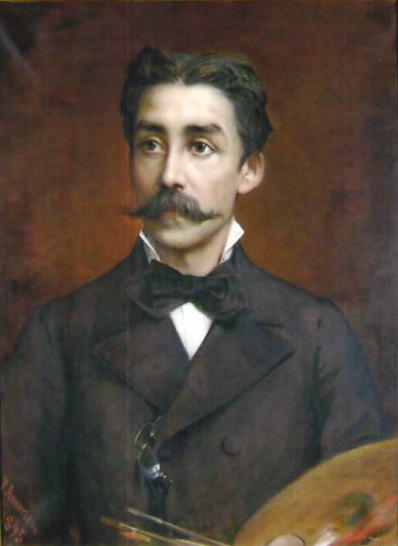
Pedro Américo, zelfportret, 1895, Uffizi, Florence.

Pedro Américo de Figueiredo e Melo (Areia, 29 april 1843 - Florence, 7 oktober 1905) was een Braziliaans kunstschilder. Hij werkte in een academische stijl en werd vooral bekend door zijn historische taferelen.

## Leven en werk
Américo kon in 1854 met een studiebeurs in Rio de Janeiro gaan studeren aan de Academia Imperial de Belas Artes (AIBA). In 1859 vertrok hij naar Parijs en studeerde daar aan de École nationale supérieure des beaux-arts, onder andere bij Jean Auguste Dominique Ingres, Hippolyte Flandrin en Antoine Charles Horace Vernet. Later verbleef hij nog in Lissabon en Florence, om eind jaren 1870 terug te keren naar Brazilië. Hij bleef echter wel regelmatig op en neer reizen naar Europa en nam onder andere deel aan de Wereldtentoonstelling van 1889 te Parijs.

Onafhankelijkheid of de Dood (1888)

Te Brazilië verkreeg Américo in de jaren 1880 grote roem met een aantal historisch taferelen, waarvan Onafhankelijkheid of de Dood (1888) het meest bekend is. Het verbeeldt het moment waarop Peter I in 1822 de onafhankelijkheid van Brazilië uitriep. Het werk is nog steeds te zien in tal van Braziliaanse school- en geschiedenisboeken en geldt als een icoon van de Braziliaanse schilderkunst.
Américo maakte ook een groot aantal allegorische portretten van historische en Bijbelse figuren, vaak in een oriëntaals aandoende sfeer. In beperktere mate schilderde hij verder genrewerken, portretten en naakten. Hij werkte voornamelijk in een academische stijl, waarbij hij een grote technische vaardigheid aan de dag legde.
Américo was ook politiek actief en werd in 1889 gekozen in het parlement van de eerste Braziliaanse republiek. Hij werd geridderd door de Duitse keizer en opgenomen in de Orde van het Heilig Graf. Hij was getrouwd met Carlota de Araújo Porto-alegre, de dochter van een vooraanstaand diplomaat en kunstenaar. In 1905 kreeg hij tijdens een reis naar Florence last van een oude kwaal (koliekpijn) en kwam te overlijden, 62 jaar oud. Veel van zijn werk is te zien in het Museu Nacional de Belas Artes te Rio de Janeiro.

## Galerij

Nacht, begeleid door Studie en Amor
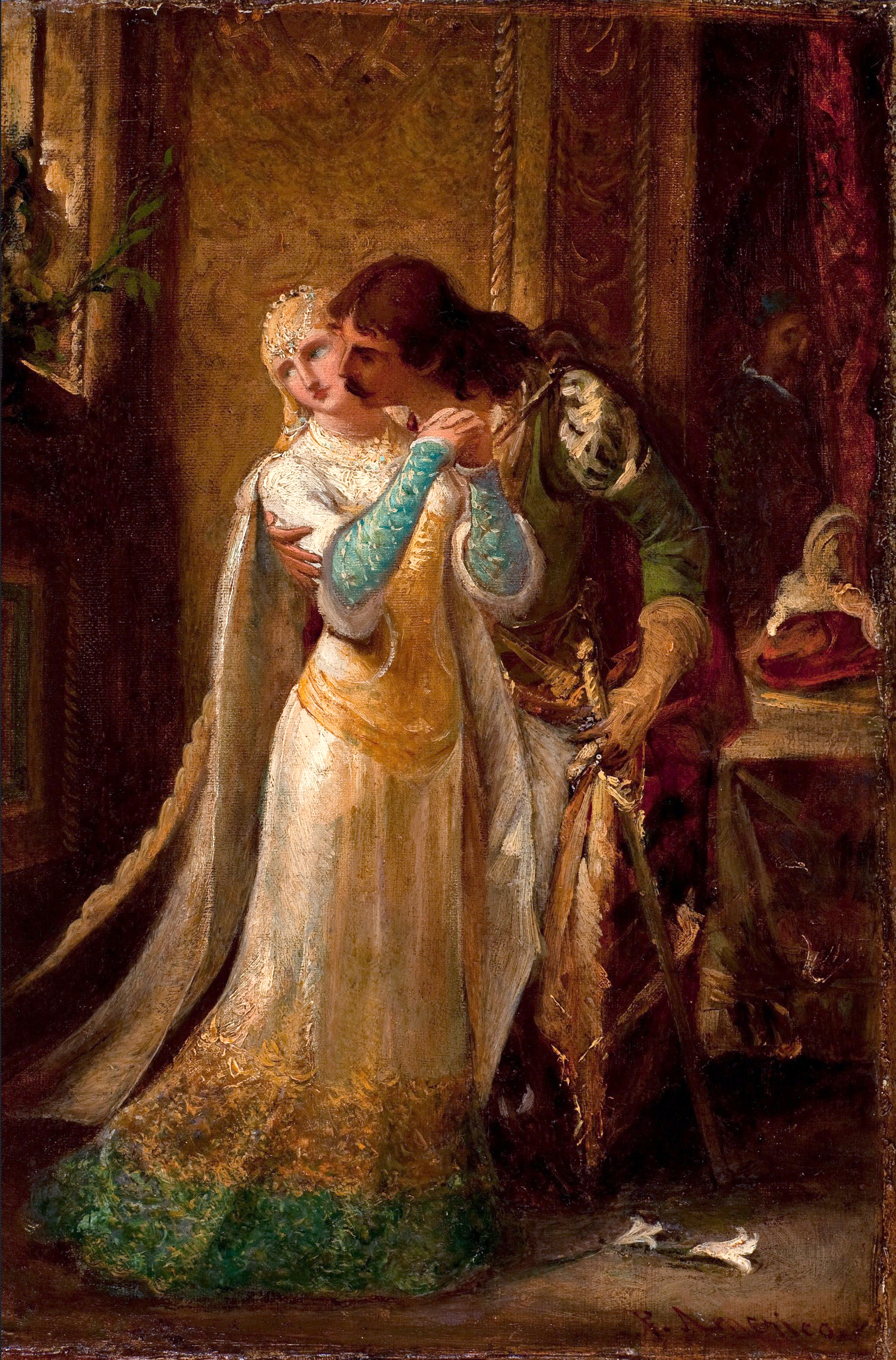
Faust en Margarita
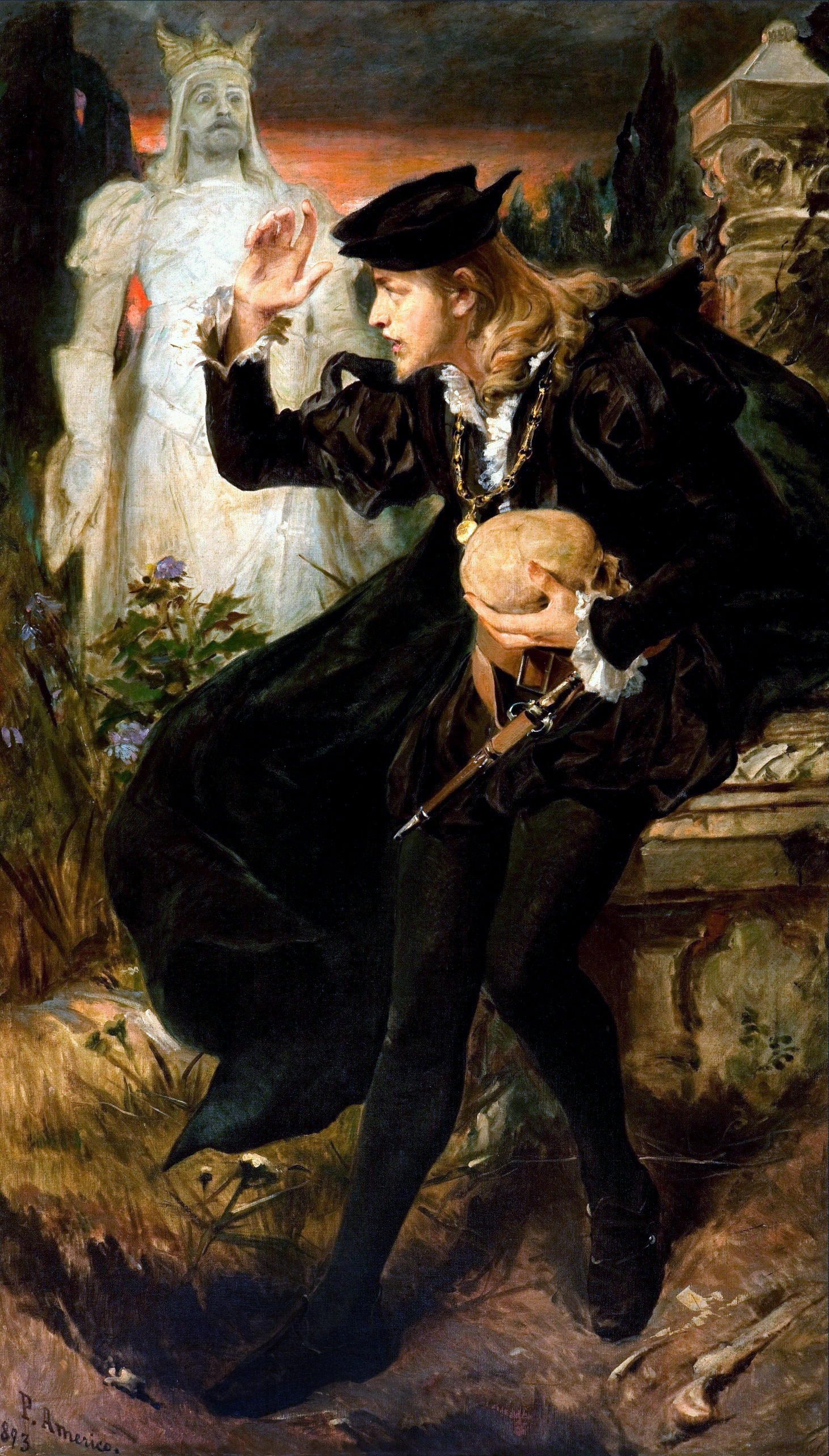
Het visioen van Hamlet
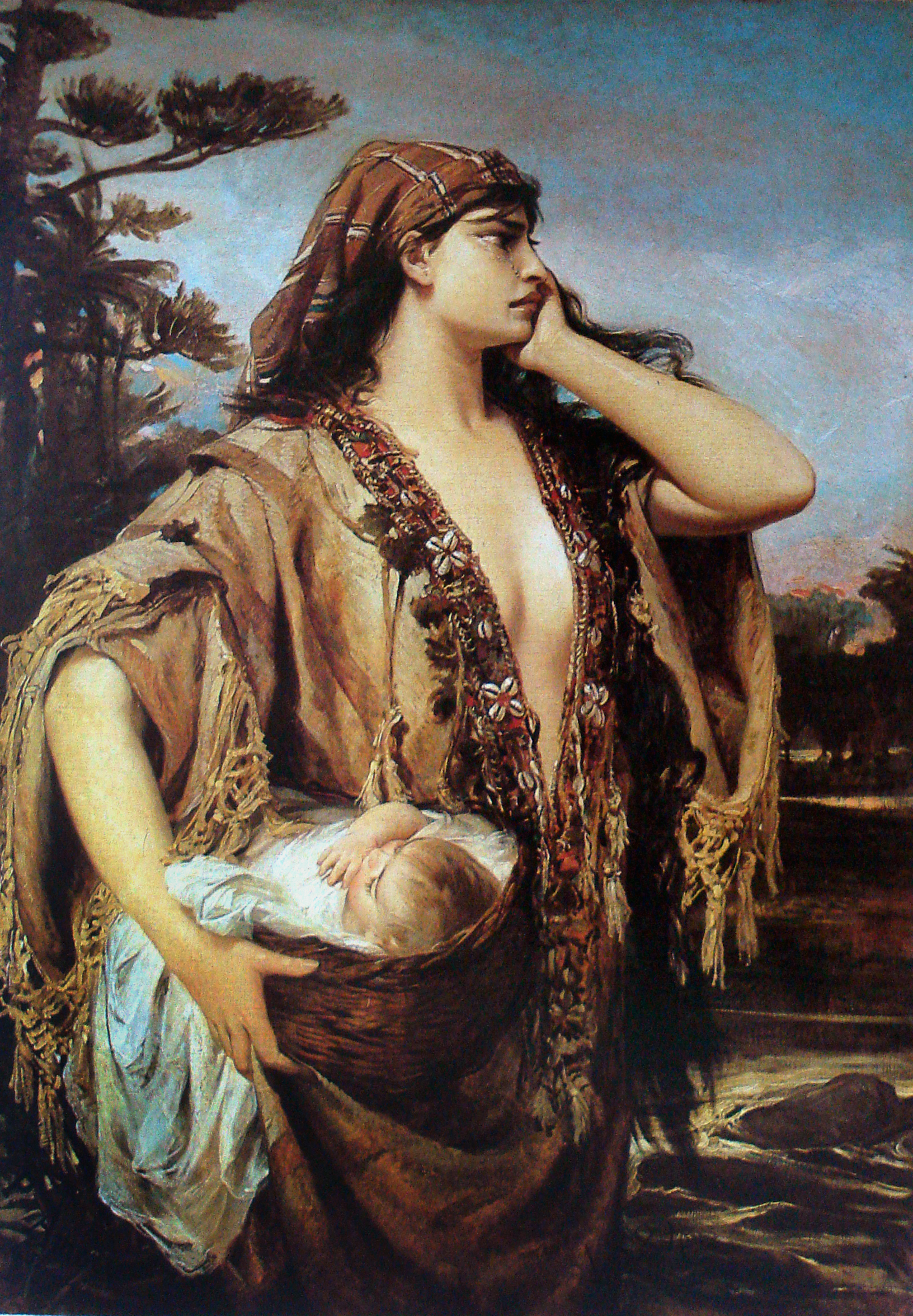
Mozes en Jochebed
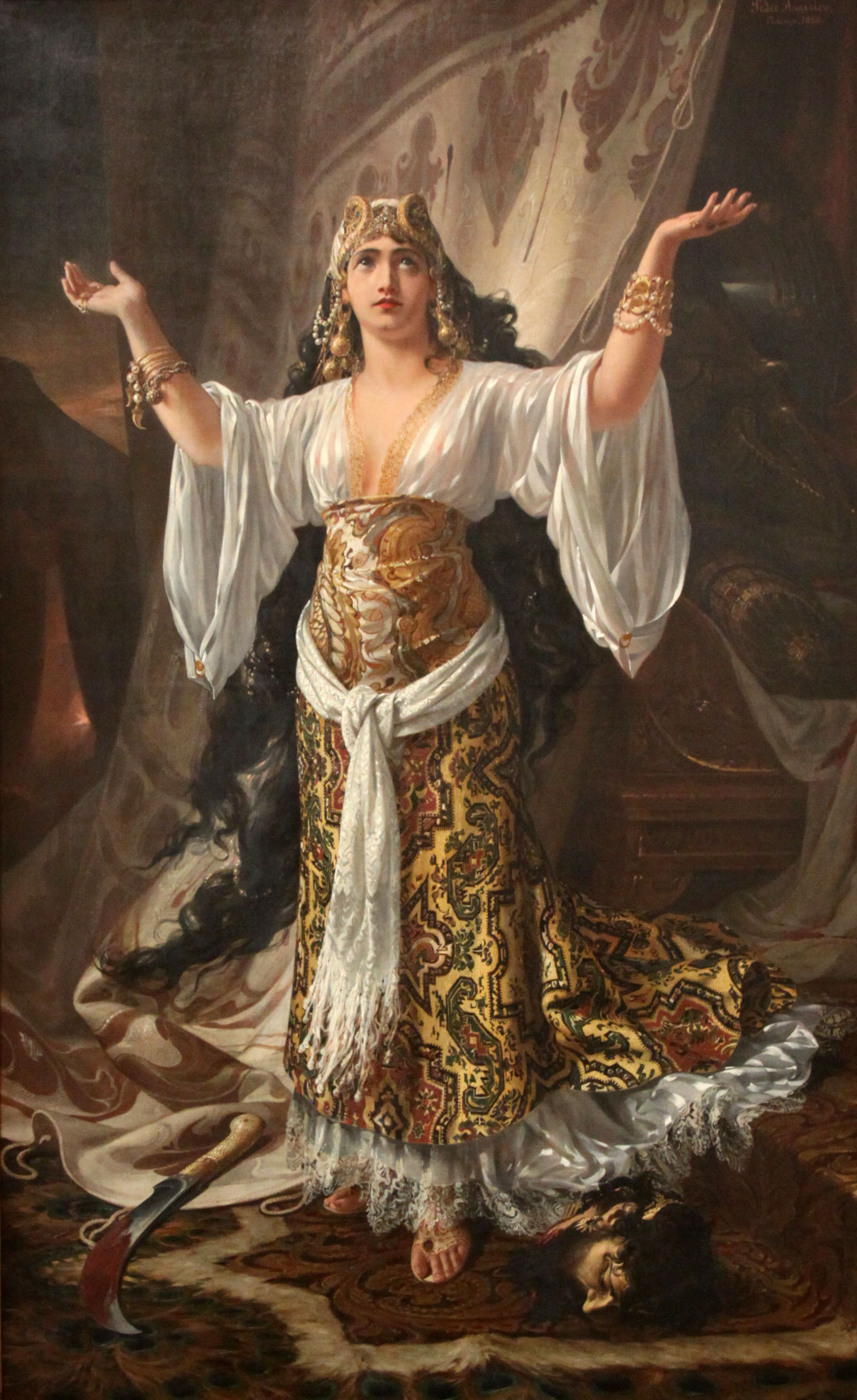
Judith en Holofernes
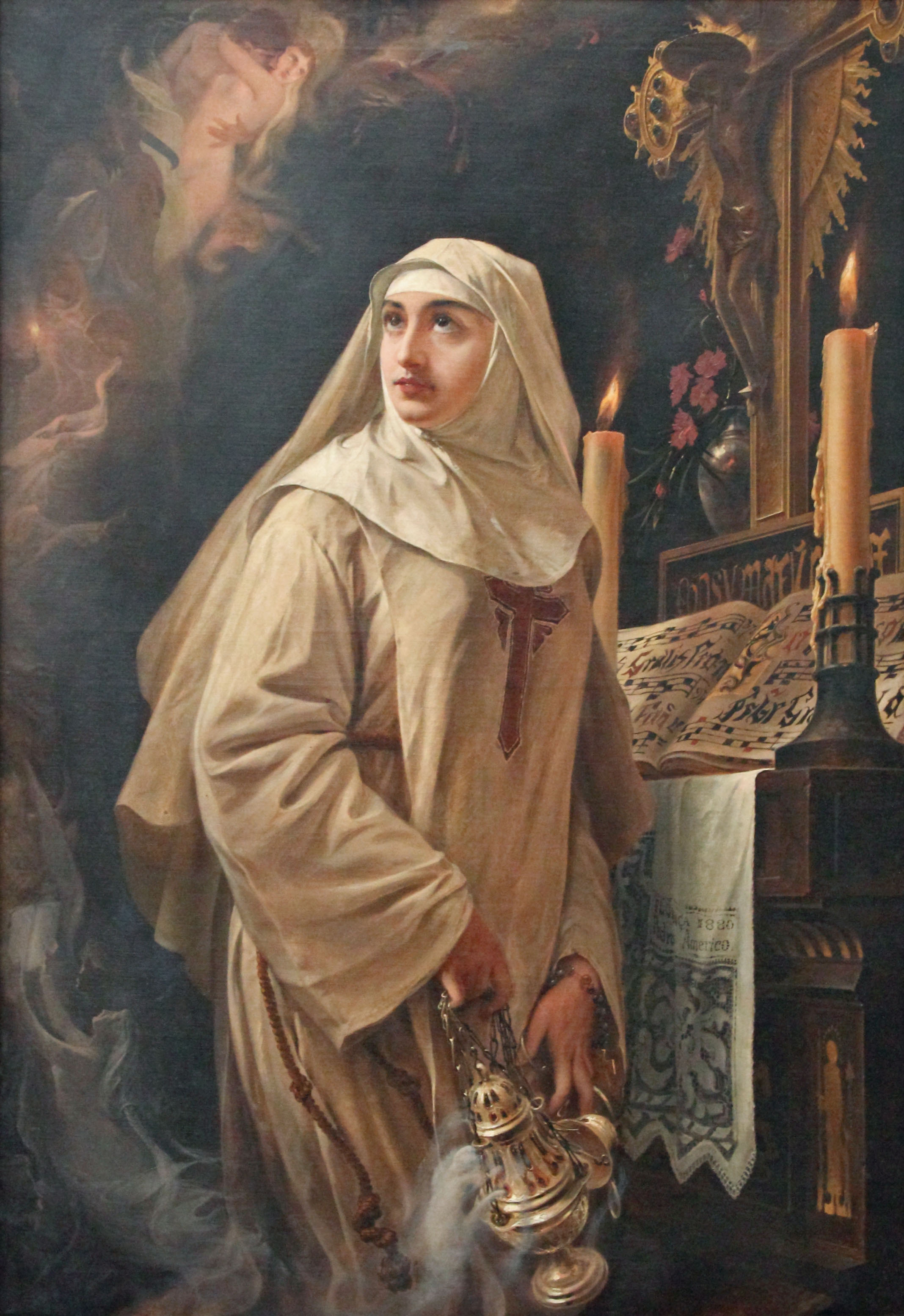
De roeping van Héloïse
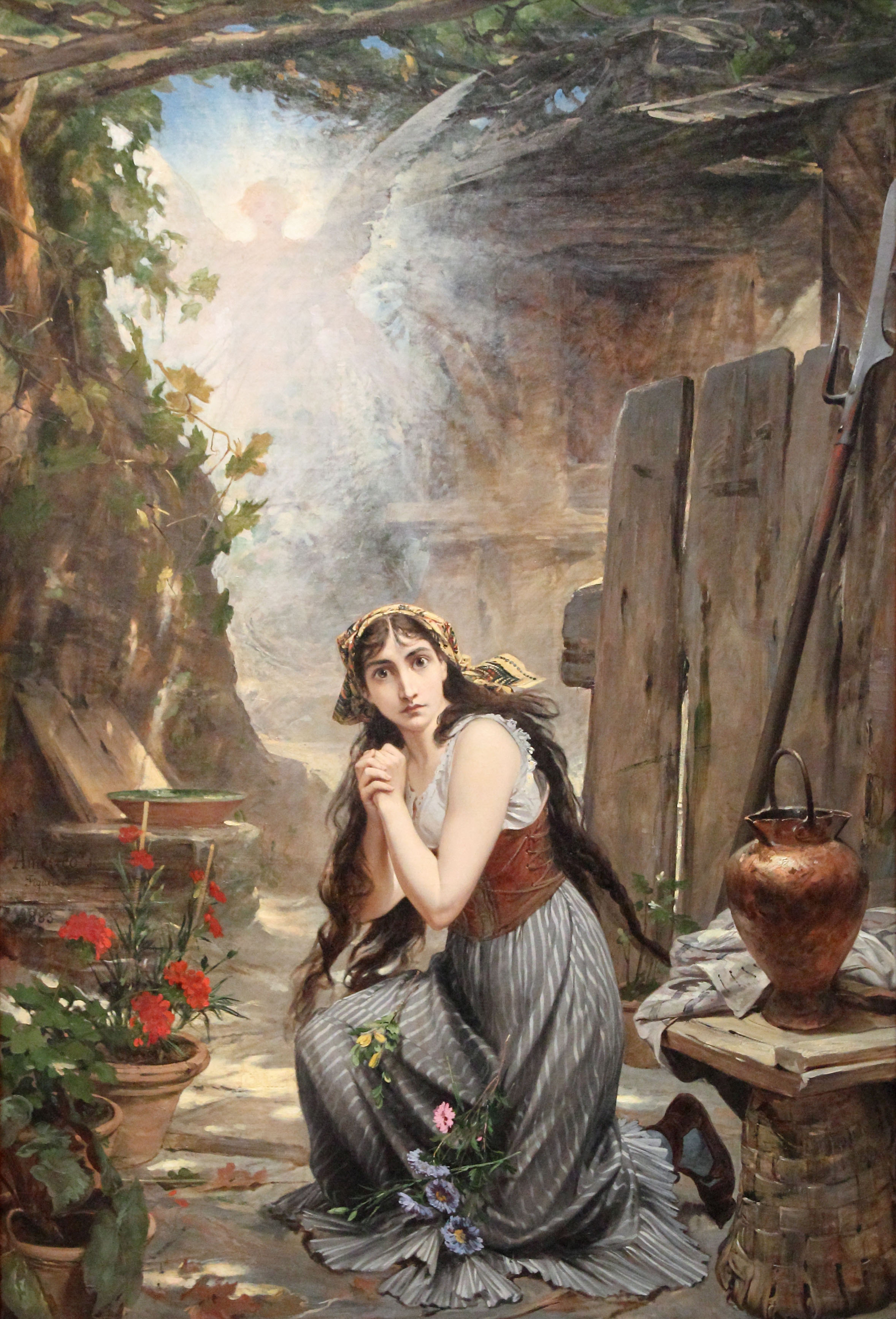
Jeanne d'Arc
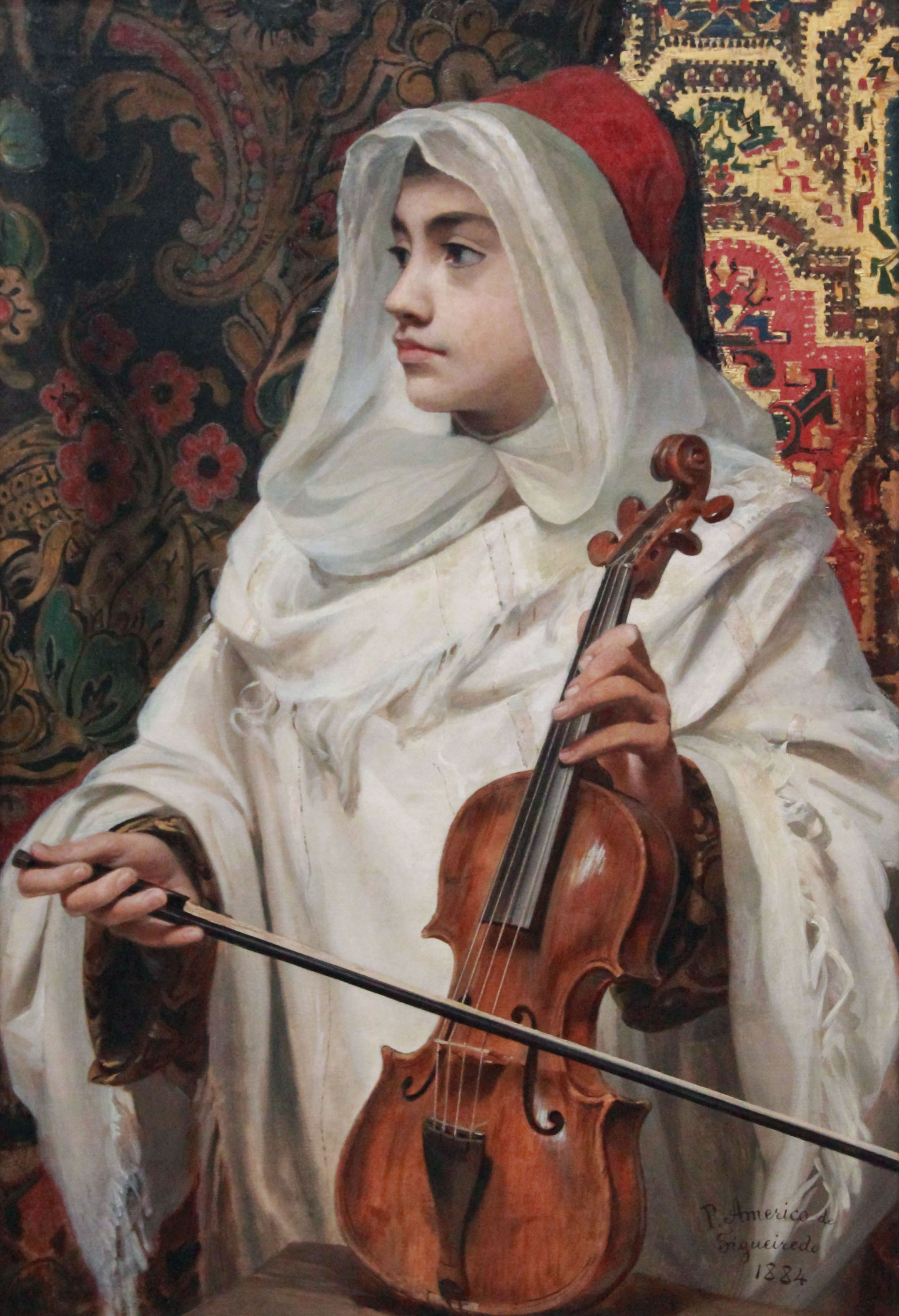
Arabische violist